# 6536 Vysochinska
6536 Vysochinska è un asteroide della fascia principale. Scoperto nel 1977, presenta un'orbita caratterizzata da un semiasse maggiore pari a 2,3385077 UA e da un'eccentricità di 0,1979309, inclinata di 6,41606° rispetto all'eclittica.